# Río Corcovado (Golfo Corcovado)
El río Corcovado es un curso natural de agua que nace en la Región de Los Lagos, fluye en dirección general oeste y desemboca en el golfo Corcovado.
No confundir con el río Palena, que a veces es llamado en Argentina todavía río Corcovado.

## Trayecto
El Corcovado nace en la ladera norte de la divisoria de aguas con el río Frío (Palena).  Tiene como afluente por su lado derecho al río Nevado (Corcovado). Su cuenca recibe aguas por el norte desde el volcán Corcovado, por el este del glaciar Yelcho y por el sur desde el cerro Yanteles, que es la divisoria de aguas con el río Tictoc.
| [[File:14-golfo-corcovado.jpg\|3000px\|alt={{{Alt\|El río Corcovado, el río Palvitad (Palbicad) y el río Yelcho en un mapa de Luis Risopatrón, Ossaandón y Bolaño de 1910.]] File:14-golfo-corcovado.jpgEl río Corcovado, el río Palvitad (Palbicad) y el río Yelcho en un mapa de Luis Risopatrón, Ossaandón y Bolaño de 1910. |

## Caudal y régimen
Es de régimen pluvial, pero no se dispone de información sobre su caudal.: 506 

## Historia
Ramón Serrano Montaner llama también río Taique a este río.: 452 
Según Hans Niemeyer, el nombre río Corcovado dado al río Palena (o Carrenleufú) proviene del Coronel Luis Jorge Fontana, uno de los primeros exploradores desde el lado argentino, quien creyó que el río que irrumpía en la cordillera era el mismo río Corcovado (Golfo Corcovado) reconocido en la costa chilena (ubicado entre el río Yelcho y el río Tictoc). Los colones galeses del valle 16 de octubre lo siguieron llamando así.: 511 
Luis Risopatrón describió el río en 1924:: 255 
Corcovado (Río). Nace de grandes ventisqueros de más de 500 m de ancho, que descienden de macizos nevados de más de 600 m de altura. Corre hacia el NW con aguas claras cuando no son enturbiadas por las lluvias que las vuelven amarillas, en las que se han medido 9 y 12 ° Celcius de temperatura en un cauce de 50 m de ancho bordeado de bosques de cipreses en los terrenos húmedos. El cauce aumenta después de ancho, puede ser surcado por embarcaciones menores i alcanza 125 y 150 m en la parte inferior, en medio de aluviones boscosos, tupidos e impenetrables, en un valle de 3 a 4 km de ancho cubierto de quilantales y pangales con bosques de coihues, arrayanes, ciruelillos, lureles, muermos y mañius; no tiene playas en las vecindades del mar donde presenta en el lado norte terrenos de pastoreo de escaso valor y concluye por ensanchar su cauce a 300 m y vaciarse en la parte sur de la bahía del mismo nombre, donde tiene barra, que puede ser pasada sin dificultad por lanchas y botes, a favor de la marea creciente.